# Макабі (Шяуляй)
Футбольний клуб «Макабі» Шяуляй (лит. Futbolo klubas Šiaulių Makabi) — колишній литовський футбольний клуб з Шяуляя, що існував у 1921—1940 роках.

## Досягнення
- А-ліга
  - Бронзовий призер (1): 1930.